# 霍利布拉夫 (密西西比州)
霍利布拉夫（英語：Holly Bluff）是位於美國密西西比州亞祖縣的非建制地區。

## 歷史
霍利布拉夫的郵局自1906年營運至今。

## 地理
霍利布拉夫所處的海拔為高於海平面30米（即98英呎），而該地所採用的時區為UTC-6，即北美中部時區（CST）。同時該地設有夏令時間，為UTC-6調快一小時，即UTC-5（CDT）。